# Cholm (Afganistan)
Cholm (pers. خلم) – miasto w Afganistanie, w wilajecie Balch. W 2013 roku liczyło 48 300 mieszkańców.